# عاين
شبكة عاين، شبكة إخبارية وإلكترونية، تغطي الأحداث في المناطق المغلقة بسبب الحروب والنزاعات في السودان، تعتمد اخبار شبكة عاين غالباً علي التقارير المصورة من موقع الحدث، وغالب تقارير عاين تكون في منطقة جبال النوبةومناطق النيل الأزرق، وتتدعم تقايرهم المصورة شهادات شهود عيان.
 شاهد تقرير قناة الجزيرة عن شبكة عاين.
 ومقالة في صحيفة حريات عن موقع عاين.

## روابط ذات صلة
- الموقع الرسمي